# ماموریت کرولاک مندنهال

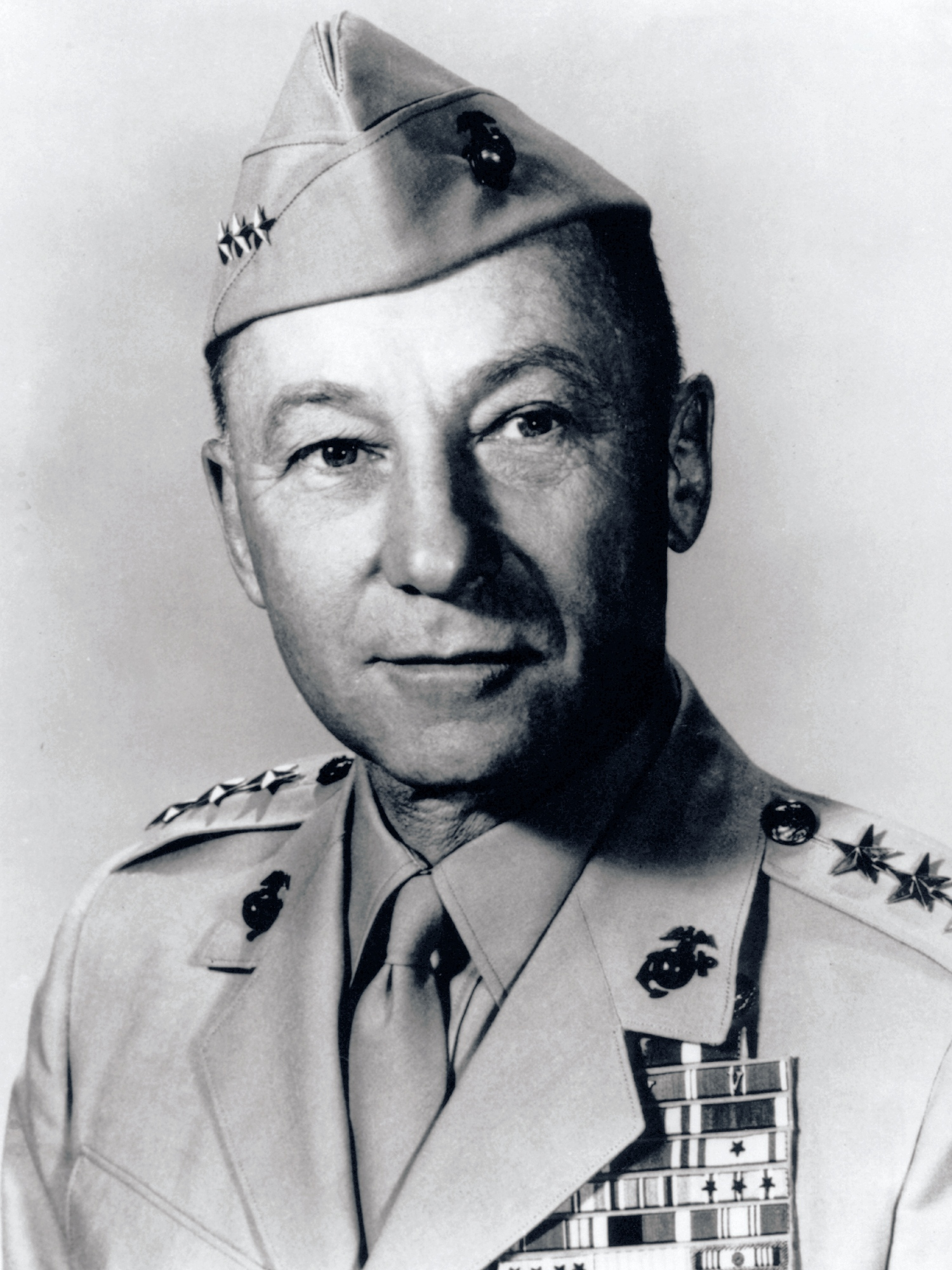
ژنرال ویکتور کرولاک تفنگداران دریایی ایالات متحده

مأموریت کرولاک-مندنهال یک اکسپدیشن حقیقت یاب بود که توسط دولت کندی در اوایل سپتامبر ۱۹۶۳ به ویتنام جنوبی اعزام شد. هدف اعلام شده از این اکسپدیشن بررسی پیشرفت جنگ توسط رژیم ویتنام جنوبی و مستشاران نظامی آمریکا علیه شورش ویت کنگ بود. این ماموریت توسط ویکتور کرولاک و جوزف مندنهال رهبری می‌شد. کرولاک یک ژنرال بزرگ در سپاه تفنگداران دریایی ایالات متحده بود، در حالی که مندنهال یک افسر ارشد خدمات خارجی بود که در رسیدگی به امور ویتنام با تجربه بود.
این سفر چهار روزه گردباد در ۶ سپتامبر ۱۹۶۳، همزمان با نشست شورای امنیت ملی(NSC) آغاز شد و در پی تیرگی روابط بین ایالات متحده و ویتنام جنوبی انجام شد. با تشدید تظاهرات بوداییان علیه تبعیض مذهبی رژیم کاتولیک رئیس‌جمهور نگو دین دیم، ناآرامی‌های داخلی ویتنام جنوبی را فرا گرفت. پس از یورش به بتکده‌های بودایی در ۲۱ اوت که تعداد کشته‌شدگان به چند صد نفر رسید، ایالات متحده از طریق تلگراف به سفیر ایالات متحده هنری کابوت لاج جونیور اجازه تحقیقات دربارهٔ کودتای احتمالی را داد.
کرولاک در ارسال‌های خود به شورای امنیت ملی گزارش خوش‌بینانه‌ای دربارهٔ پیشرفت جنگ ارائه کرد، در حالی که مندنهال تصویری تاریک از شکست نظامی و نارضایتی عمومی ارائه کرد. کرولاک حمایت مردمی از ویت کنگ‌ها را نادیده گرفت و احساس کرد که تلاش‌های سربازان ویتنامی در میدان تحت تأثیر نارضایتی مردم از سیاست‌های دیم قرار نمی‌گیرد. مندنهال بر سنجش احساسات ویتنامی‌های شهری تمرکز کرد و به این نتیجه رسید که سیاست‌های دیم احتمال جنگ داخلی مذهبی را افزایش می‌دهد و باعث می‌شود ویتنام جنوبی این باور را داشته باشد که زندگی تحت ویت کنگ کیفیت زندگی آنها را بهبود می‌بخشد. گزارش‌های متفاوت باعث شد جان اف کندی، رئیس‌جمهور ایالات متحده از دو مشاور خود بپرسد که "شما دو نفر از یک کشور دیدن کردید، نه؟"
این گزارش بی‌نتیجه موضوع بحث‌های تلخ و شخصی در میان مشاوران ارشد کندی بود. اقدامات مختلفی در قبال ویتنام مورد بحث قرار گرفت، مانند ایجاد تغییر رژیم یا اتخاذ یک سری اقدامات انتخابی که برای فلج کردن نفوذ نگو دین نو، برادر و مشاور ارشد سیاسی دیم طراحی شده‌است. نهو و همسرش مادام نگو به عنوان عوامل اصلی مشکلات سیاسی در ویتنام جنوبی دیده می‌شدند. نتیجه بی‌نتیجه اکسپدیشن کرولاک و مندنهال منجر به یک مأموریت بعدی شد، مأموریت مک‌نامارا-تیلور.

## زمینه
پس از تیراندازی‌های هو فات جان در ۸ مه، ناآرامی‌های مدنی در ویتنام جنوبی آغاز شد. ۹ بودایی پس از سرپیچی از ممنوعیت دولت مبنی بر برافراشتن پرچم‌های بودایی در وساک، روز تولد گوتاما بودا و راهپیمایی در تظاهرات ضددولتی، توسط رژیم کاتولیک رومی رئیس‌جمهور نگو دین دیم به ضرب گلوله کشته شدند. پس از تیراندازی، رهبران بودایی شروع به لابی کردن با دیم برای برابری مذهبی و غرامت و عدالت برای خانواده‌های قربانیان کردند. با سرکش ماندن دیم، اعتراضات اوج گرفت. خودسوزی راهب بودایی تچ کوانگ دوک در یک تقاطع شلوغ سایگون به یک فاجعه روابط عمومی برای رژیم دیم تبدیل شد، زیرا عکس‌های این رویداد به تیتر صفحه اول در سراسر جهان تبدیل شد و به نمادی از سیاست‌های دیم تبدیل شد. با ادامه اعتراضات، نیروهای ویژه ارتش جمهوری ویتنام (ARVN) وفادار به برادر دیم، نگو دین نهو، یورش پاگودا ژا لوی را در ۲۱ اوت انجام دادند که تخمین زده می‌شود تعداد کشته‌ها به چند صد نفر برسد و خسارات زیادی در زیر زمین وارد شود. اعلام حکومت نظامی. دانشگاه‌ها و دبیرستان‌ها در بحبوحه اعتراضات گسترده طرفدار بودایی بسته شدند. در این میان، مبارزه علیه شورش ویت کنگ در میان شایعاتی مبنی بر درگیری‌های فرقه‌ای میان سربازان ARVN شدت خود را از دست داده بود. این امر با توطئه کودتا توسط افسران مختلف ARVN تشدید شد که توجه را از شورش منحرف کرد. پس از حملات بتکده، دولت کندی کابل ۲۴۳ را به سفارت ایالات متحده در سایگون فرستاد و دستور اکتشاف احتمالات رهبری جایگزین را صادر کرد.

## آغاز و اعزام
در پایان جلسه شورای امنیت ملی (NSC) در ۶ سپتامبر، توافق شد که اولویت کسب اطلاعات بیشتر در مورد وضعیت ویتنام است. رابرت مک نامارا ، وزیر دفاع ایالات متحده، پیشنهاد فرستادن سرلشکر تفنگداران دریایی ویکتور کرولاک را به یک سفر حقیقت یاب فوری داد. شورای امنیت ملی موافقت کرد که جوزف مندنهال - یک افسر خدمات خارجی با تجربه ویتنام - او را همراهی کند و این زوج ماموریت را در اواخر همان روز آغاز کردند.
در سفر بازگشت خود به واشینگتن دی سی، کرولاک و مندنهال قرار بود جان مکلین و روفوس فیلیپس را برای گزارش از سایگون بیاورند. مکلین مدیر سرویس اطلاعات ایالات متحده (USIS) بود، در حالی که فیلیپس به عنوان مدیر برنامه‌های روستایی برای مأموریت عملیات ایالات متحده (USOM) و به عنوان مشاور برنامه استراتژیک هملت خدمت کرد. وزارت امور خارجه به سفارت سایگون یک تلگراف حاوی سوالاتی دربارهٔ افکار عمومی ویتنامی در تمام اقشار جامعه ارسال کرد. به قول کرولاک، هدف مشاهده «تأثیر رویدادهای اخیر بر نگرش ویتنامی‌ها به‌طور کلی، و بر تلاش جنگی علیه ویت کنگ‌ها» بود.
در یک سفر چهار روزه، این دو مرد قبل از بازگشت به واشینگتن برای ارائه گزارش‌های خود، در سراسر ویتنام سفر کردند. کرولاک از ۱۰ مکان در هر چهار منطقه سپاه ARVN بازدید کرد و با سفیر ایالات متحده هنری کابوت لاج، جونیور، رئیس نیروهای ایالات متحده در ویتنام ژنرال پل هارکینز و کارکنانش، ۸۷ مشاور آمریکایی و ۲۲ افسر ARVN صحبت کرد. مندنهال به سایگون، هوآ، دانانگ و چندین شهر استانی دیگر رفت و عمدتاً با دوستان ویتنامی صحبت کرد. برآورد آنها از وضعیت برعکس بود. مکلین پس از آن نوشت که «یک وظیفه قابل توجه بود، سفر بیست و چهار هزار مایلی و ارزیابی وضعیت پیچیده‌ای مانند ویتنام و بازگشت تنها در چهار روز. این نشانه ای از وضعیتی بود که دولت ایالات متحده در آن قرار داشت. این ماموریت با تنش بین رهبران آن مشخص شد. مندنهال و کرولاک به شدت از یکدیگر متنفر بودند و فقط در صورت لزوم با یکدیگر صحبت می‌کردند. مکلین و کرولاک در طول پرواز برگشت با هم درگیر شدند. کرولاک تصمیم مکلین برای بازگرداندن فیلم‌های تلویزیونی که توسط رژیم دیم سانسور شده بود به ایالات متحده را تأیید نکرد و معتقد بود این اقدام نقض حاکمیت است. پس از یک مشاجره طولانی و تلخ در هواپیما، کرولاک از مکلین خواست که فیلم را در آلاسکا در طول یک توقف سوخت‌گیری در پایگاه نیروی هوایی المندورف ترک کند، و همچنین پیشنهاد کرد که کارگردان USIS با فیلم در آلاسکا بماند.

## گزارش و بررسی

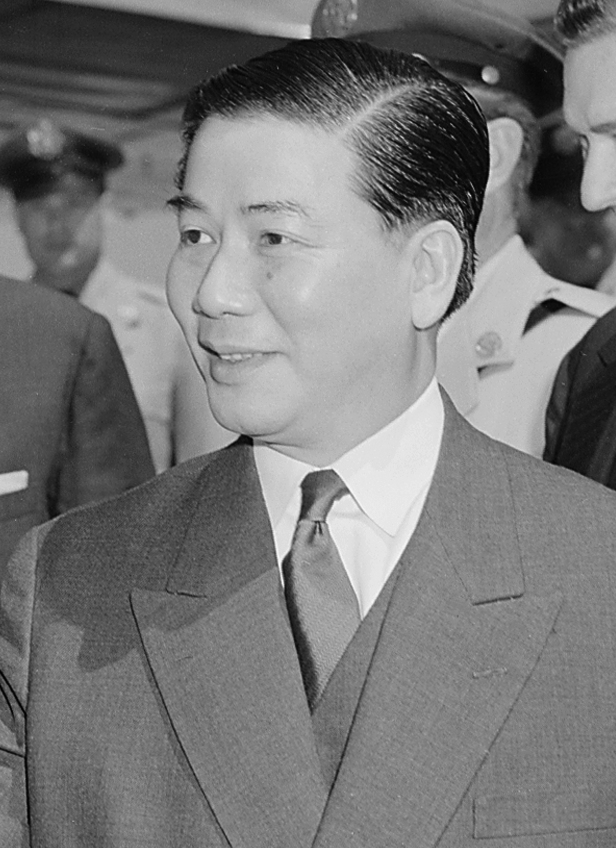
رئیس‌جمهور نگو دین دیم از ویتنام جنوبی

شورای امنیت ملی در صبح روز ۱۰ سپتامبر مجدداً برای شنیدن گزارش‌های هیئت تشکیل شد. مندنهال در امور ویتنامی تجربه داشت و زیر نظر البریج دوربرو سفیر قبلی ایالات متحده خدمت کرده بود. دوررو در چند مورد از دیم خواسته بود تا اصلاحات سیاسی را اجرا کند. کرولاک یک تفنگدار دریایی بود که به دلیل اعتقادش به استفاده از اقدام نظامی برای دستیابی به اهداف روابط خارجی شهرت داشت. خلق و خوی او لقب «بی رحم» را برای او به ارمغان آورد، که از حرفه کشتی او در آکادمی نیروی دریایی نشات گرفته‌است. معاون وزیر دفاع رازول گیلپاتریک خاطرنشان کرد که مندنهال "با سوء ظن زیادی در سمت ویرجینیا از رودخانه [پنتاگون، مقر وزارت دفاع]"، در نظر گرفته می‌شد، در حالی که کرولاک "به طور جهانی در پنتاگون مورد علاقه و اعتماد بود. چه در بعد غیرنظامی و چه نظامی».
پیشینه کرولاک و مندنهال در تحلیل‌های متضاد آنها از جنگ منعکس شد. کرولاک تحلیلی بسیار خوش‌بینانه از پیشرفت نظامی ارائه کرد و تأثیر بحران بودایی را بر مبارزه ARVN علیه ویت کنگ‌ها نادیده گرفت. نتیجه‌گیری او این بود که «جنگ تیراندازی هنوز با سرعتی چشمگیر ادامه دارد. تحت تأثیر بحران سیاسی قرار گرفته‌است، اما تأثیر آن زیاد نیست.»

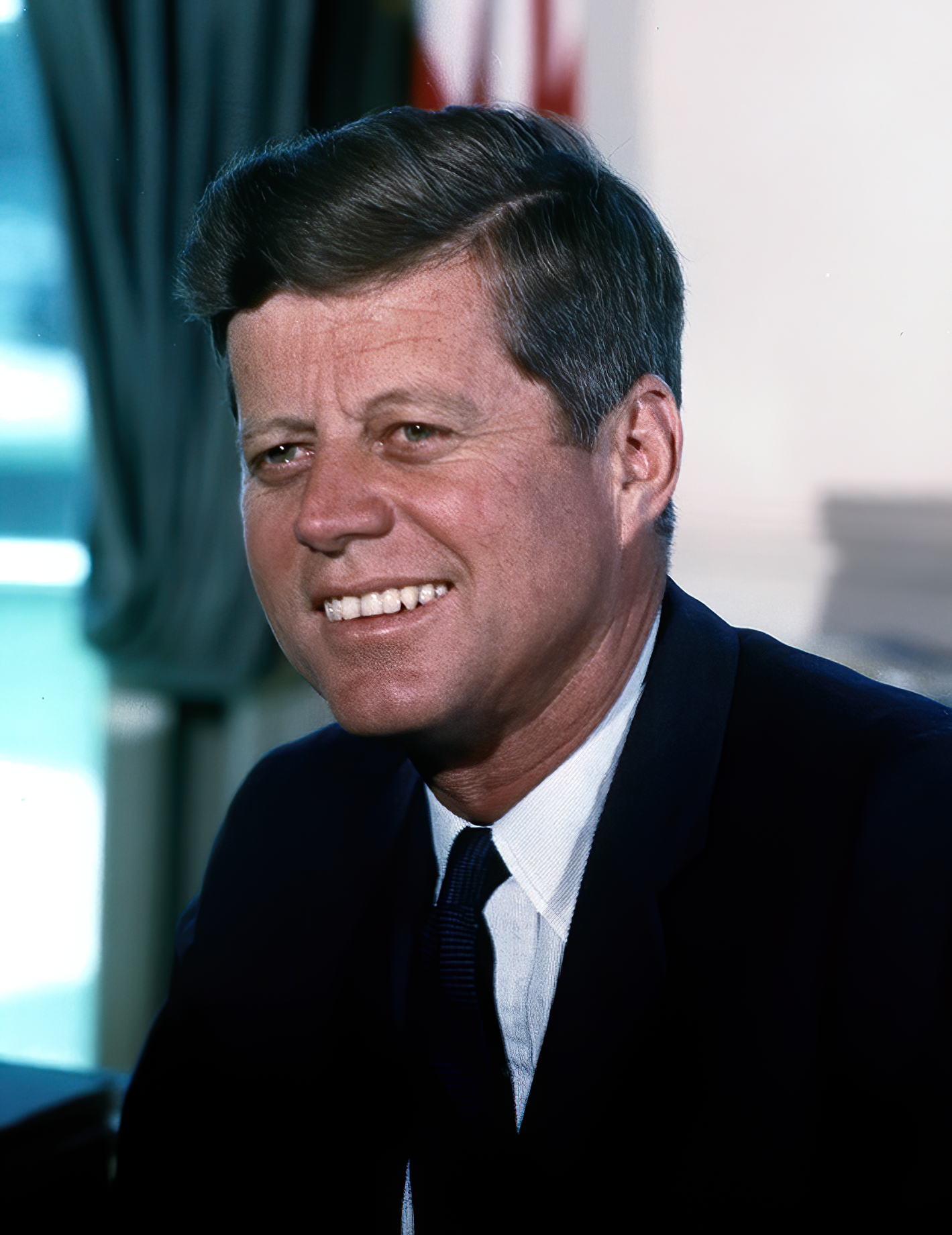
رئیس‌جمهور ایالات متحده جان اف کندی

کرولاک اظهار داشت که هنوز مقدار قابل توجهی درگیری لازم است، به ویژه در دلتای مکونگ، که به عنوان قوی‌ترین منطقه ویت کنگ در نظر گرفته می‌شد. کرولاک اظهار داشت که تمام سطوح ارتش افسری ARVN از بحران بودایی آگاه بودند، اما او معتقد بود که اکثر آنها اجازه نداده‌اند که باورهای مذهبی تا حد قابل توجهی بر روابط نظامی داخلی آنها تأثیر منفی بگذارد. او معتقد بود که افسران ARVN مطیع هستند و می‌توان انتظار داشت که هر دستوری را که قانونی می‌دانند، اجرا کنند. کرولاک همچنین تأکید کرد که بحران سیاسی به روابط نظامی دوجانبه آسیب جدی وارد نکرده‌است. کرولاک با حرکت به سمت دیدگاه ویتنامی از رهبران خود، پیش‌بینی کرد که در میان افسران نارضایتی وجود دارد، که به عقیده او عمدتاً متوجه نگو دین دیم، برادر کوچکتر دیم بود که به‌طور گسترده به عنوان قدرت پشت رژیم دیده می‌شد. کارولاک معتقد بود که اکثر افسران می‌خواهند تغییر نهو را ببینند اما تعداد کمی حاضر به کودتا هستند. کارولاک گزارش داد که سه مشاور آمریکایی به شدت از نوهاس انتقاد کردند و از خروج این زوج از ویتنام جنوبی برای جلوگیری از فاجعه روابط عمومی در سازمان ملل حمایت کردند. کرولاک احساس می‌کرد که این مشکلات بیشتر از آنچه او معتقد بود یک تلاش نظامی موفق است و جنگ بدون توجه به رهبری سیاسی پیروز خواهد شد. او پیش‌بینی کرد که ARVN توانایی کمی برای تسهیل بهبود در حکمرانی دارد و احساس می‌کند که هر ماهیچه‌ای را که دارند خم نمی‌کنند. کرولاک خوش‌بینانه نتیجه گرفت،
بدون در نظر گرفتن عوامل بسیار جدی سیاسی و نظامی خارج از ویتنام، جنگ ویت کنگ در صورت پیگیری برنامه‌های نظامی و جامعه شناختی فعلی ایالات متحده، صرف نظر از نقص‌های شدید رژیم حاکم، پیروز خواهد شد.
مندنهال مخالفت کرد و استدلال کرد که احساسات ضد دیم به سطحی رسیده‌است که فروپاشی حکومت غیرنظامی امکان‌پذیر است. او یک «حکومت وحشت» را در سایگون، هو و دا نانگ گزارش کرد، و مشاهده کرد که نفرت عمومی که معمولاً برای نوهاس محفوظ است به دیم عموماً مورد احترام سرایت کرده‌است. مندنهال اظهار داشت که بسیاری از ویتنامی‌ها به این باور رسیده‌اند که زندگی تحت دیم بدتر از اداره شدن توسط ویت کنگ‌ها است. مندنهال فکر می‌کرد که یک جنگ داخلی بر اساس دلایل مذهبی امکان‌پذیر است. او پیش‌بینی کرد که جنگ تنها با تغییر رژیم به دست می‌آید، در غیر این صورت ویتنام جنوبی به جنگ‌های فرقه‌ای یا یک حمله گسترده کمونیستی فرو خواهد رفت. ماهیت متناقض گزارش‌ها، پرسش معروف کندی را برانگیخت که "شما دو نفر از یک کشور بازدید کردید، نه؟"

### مناظره
کرولاک سعی کرد ارزیابی‌های متضاد را با اشاره به اینکه مندنهال مناطق شهری را بررسی کرده‌است، توضیح دهد، در حالی که او به حومه شهر «جایی که جنگ است» می‌رفت. کرولاک تأکید کرد که مسائل سیاسی در سایگون مانع پیشرفت نظامی نخواهد شد و اظهار داشت: «ما می‌توانیم برای پیروزی در جنگ با حفظ کنترل Nhu، گام برداریم.» راجر هیلزمن، دستیار وزیر امور خارجه آمریکا تأکید کرد که تفاوت بین گزارش‌های متضاد «تفاوت بین دیدگاه نظامی و سیاسی بود». مندنهال در طول بحث بر سر تفاوت‌ها در چشم‌انداز اظهار داشت که سایگون در پی حملات بتکده‌ها دچار «تخریب عملاً کامل» شده‌است. مندنهال گزارش داد که کارمندان دولتی ویتنامی از دیده شدن با آمریکایی‌ها می‌ترسیدند. او یکی از ملاقات‌هایش را به یاد می‌آورد که وقتی میزبان ویتنامی‌اش در اتاق می‌چرخید و به دنبال میکروفون‌های مخفی می‌گشت، باید ساکت می‌ماند. مندنهال اظهار داشت که «سایگون پر از فضای ترس و نفرت بود» و مردم بیش از ویت کنگ از دیم می‌ترسیدند. او گزارش داد که بسیاری از کارمندان دولتی به دلیل ترس از دستگیری نیمه شب توسط پلیس مخفی Nhu دیگر در خانه نخوابیدند. بسیاری از مقامات اخیراً بخش عمده ای از روز خود را صرف مذاکره برای آزادی فرزندان خود کرده بودند که به دلیل شرکت در اعتراضات طرفدار بودایی زندانی شده بودند. مندنهال اظهار داشت که آشفتگی داخلی اکنون اولویت بالاتری نسبت به جنگ علیه کمونیست‌ها دارد.
مندنهال آشتی و ژست‌های حسن نیت سایگون نسبت به بودایی‌ها را به عنوان یک شیرین‌کاری روابط عمومی محکوم کرد. او گزارش داد که راهبان نواحی استانی که در سایگون به دلیل تظاهرات دستگیر شده بودند، همان‌طور که وعده داده شده بود به محل اصلی خود بازگردانده نشدند. مندنهال خاطرنشان کرد که وقتی راهبان آزاد شدند، مقامات دیم مدارک شناسایی خود را حفظ کردند. این منجر به دستگیری مجدد آنها در تلاش برای ترک پایتخت شد. سپس راهبان به دلیل نداشتن مدارک شناسایی دولتی به عنوان ویت کنگ معرفی شدند. با انتشار اخبار چنین تاکتیک‌هایی در سرتاسر پایتخت، برخی راهبان به خانه‌های افسران ARVN در سایگون پناه بردند. مندنهال اصرار داشت که ایالات متحده مسئول این وضعیت است، زیرا به خانواده انگو کمک کرده تا قدرت را به‌دست آورد، آن را مسلح کرده و از آن حمایت مالی کرده‌است. او استدلال کرد که وقتی دیم از سلاح علیه مردم خود استفاده کرد، واشینگتن نیز مسئولیت مشترک داشت. وی اظهار داشت که «خودداری از اقدام به همان اندازه مداخله در امور ویتنام است که اقدام».

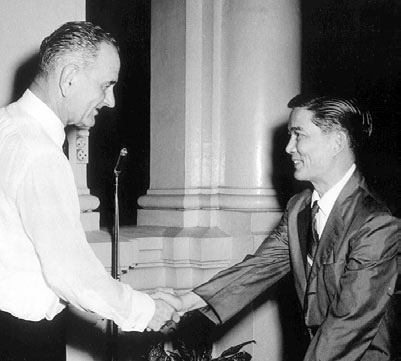
نگو دین نو (تصویر سمت راست) در حال ملاقات با معاون رئیس‌جمهور ایالات متحده لیندون بی. جانسون

طبق اسناد پنتاگون، «شکست مهم هر دو گزارش درک نقش سیاسی اساسی بود که ارتش می‌آمد تا در ویتنام بازی کند». مقالات به این نتیجه رسیدند که ARVN تنها مؤسسه ای است که قادر به خلع و جایگزینی دیم است. دیم و نو به‌طور کامل تهدید بالقوه را درک کردند، با پارادایم تفرقه بینداز و حکومت کن پاسخ دادند. آنها امتیاز ارتقای افسران ارشد را غصب کردند و ژنرال‌هایی را بر اساس وفاداری به کاخ منصوب کردند و مستقیماً به افسران دستور دادند. این اقدام باعث بی‌اعتمادی عمیق افسران ارشد و تکه‌تکه شدن قدرت آنها شد. کرولاک متوجه نشد که اگر وضعیت به حدی بدتر شود که نارضایتی از دیم امکان پیروزی کمونیست‌ها را فراهم کند، ژنرال‌ها به دلیل آنچه در حکومت کمونیستی برای آنها اتفاق می‌افتد، در سیاست مداخله خواهند کرد. نه کرولاک و نه مندنهال به نظر نمی‌رسیدند که اگر یک نظامی نظامی به قدرت برسد، تأثیر تفرقه‌انگیز سیاست‌های ترویجی دیم زمانی که ژنرال‌ها برای کسب قدرت رقابت می‌کردند، خود را نشان نمی‌دادند. هیچ‌یک از این دو طرف هیچ تأکیدی بر تأثیرات مخربی که درگیری‌های سیاسی بین ژنرال‌ها ایجاد می‌شد، نداشتند.
در طول جلسه شورای امنیت ملی، فردریک نولتینگ - که قبل از لاج به عنوان سفیر ایالات متحده در ویتنام جنوبی - با تحلیل مندنهال مخالفت کرد. نولتینگ که به عنوان یک معذرت خواهی دیم در نظر گرفته می‌شود، اشاره کرد که برای چندین سال نسبت به ویتنام جنوبی بدبین بود. مکلین دیدگاه مندنهال را بیشتر تقویت کرد و آن را تقویت کرد و از دولت خواست تا با تعلیق کمک‌های غیرنظامی، در تلاش برای تغییر رژیم، فشار مستقیم بر سایگون اعمال کند. به قول مکلین:
این امر به‌طور اجتناب ناپذیر خطرناک خواهد بود. هیچ راهی برای اطمینان از چگونگی پیشرفت وقایع وجود نداشت. برای مثال، ممکن بود نیروهای ویتنامی به جناح‌های متخاصم تقسیم شوند، یا دولت جدید آنقدر ناتوان و/یا بی‌ثبات باشد که تلاش‌ها علیه ویت کنگ‌ها از بین برود؛ بنابراین، ایالات متحده باید اکنون تصمیم بگیرد که در صورت لزوم نیروهای رزمی آمریکایی را برای جلوگیری از پیروزی کمونیست‌ها در میان خرابه‌های رژیم دیم معرفی کند.[۶]
اسناد پنتاگون معتقد بودند که مکلین مشکلات حکومت نظامی را که کرولاک و مندنهال نادیده گرفته بودند، درک کرده بود. صرف نظر از این، مکلین به این نتیجه رسید که ایالات متحده باید به ایجاد تغییر رژیم ادامه دهد، عواقب آن را بپذیرد و به معرفی نیروهای رزمی ایالات متحده برای جلوگیری از پیروزی احتمالی ویت کنگ فکر کند.
سپس در جلسه شورای امنیت ملی پیش‌بینی تاریک فیلیپس از وضعیت دلتای مکونگ شنیده شد. او مدعی شد که برنامه استراتژیک هملت یک خرابه در دلتا بود و اظهار داشت که آنها «توسط ویت کنگ‌ها تکه تکه می‌شوند». زمانی که مشخص شد که فیلیپس اخیراً شاهد نبردی در دلتا بوده‌است، کندی از فیلیپس خواست تا ارزیابی خود را انجام دهد. فیلیپس پاسخ داد: «خب، من دوست ندارم با ژنرال کرولاک مخالفت کنم، اما باید به شما بگویم، آقای رئیس‌جمهور، که ما در جنگ، به ویژه در دلتا، پیروز نمی‌شویم. نیروها فلج هستند، آنها در پادگان هستند، و این چیزی است که در واقع در استانی که دقیقاً در کنار سایگون است، در حال وقوع است.» فیلیپس اظهار داشت که حذف Nhu تنها راه بهبود وضعیت است. فیلیپس اظهار داشت که تنها ابزار حذف نهو، آوردن سرهنگ ادوارد لنزدیل، عامل سیا بود که یک دهه قبل موقعیت دیم را تثبیت کرده بود، پیشنهادی که کندی آن را رد کرد. فیلیپس سه اقدام را توصیه کرد:
- پایان دادن به کمک به نیروهای ویژه ARVN سرهنگ لِ کوانگ تونگ[۲۹] که دستورات او را مستقیماً از کاخ و نه از فرماندهی ارتش می‌گرفت.[۳۱] تونگ در ۲۱ اوت حمله به بتکده‌های بودایی را رهبری کرد که در آن صدها نفر کشته شدند و تخریب فیزیکی گسترده‌ای رخ داد.[۳۲] نیروهای ویژه عمدتاً برای سرکوب مخالفان به جای مبارزه با کمونیست‌ها استفاده می‌شد.[۳۳]
- بودجه را به مرکز تصاویر متحرک، که فیلم‌های حیثیت‌شناسی دربارهٔ نوهاس تولید می‌کرد، کاهش دهید.[۲۹]
- اقدامات پنهانی را با هدف تفرقه انداختن و بی‌اعتبار کردن تونگ و سرلشکر تن که دین دنبال کنید.[۲۹] دین فرماندار نظامی سایگون و فرمانده سپاه ARVN ۳ بود. دین جوانترین ژنرال در تاریخ ARVN بود، در درجه اول به دلیل وفاداری او به خانواده Ngo.[۳۴][۳۵]

در مناظره بعدی، کندی از فیلیپس پرسید چه اتفاقی می‌افتد اگر نهو به این کاهش‌ها پاسخ دهد و پول خود را از ارتش برای حمایت از طرح‌های شخصی خود دور کند. هنگامی که کندی پرسید که آیا نهو ایالات متحده را برای هر گونه وخامت نظامی ناشی از آن سرزنش می‌کند، فیلیپس پاسخ داد که ARVN شورش خواهد کرد، زیرا افسران ARVN که در لیست ضربه‌های ویت کنگ قرار داشتند به کمونیست‌ها اجازه رها شدن نمی‌دهند. فیلیپس گفت که اگر نهو سعی کند کمک‌های نظامی را از سربازان دور کند تا از طرح‌های شخصی خود حمایت کند، آمریکایی‌ها می‌توانند پول را مستقیماً در چمدان به روستاها برسانند.

### اختلاف نظر شدید

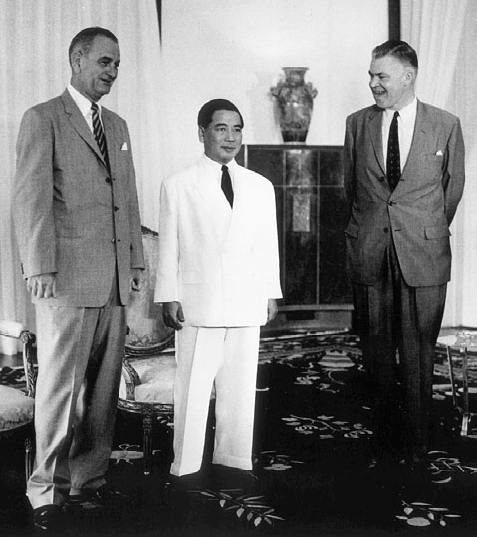
معاون رئیس‌جمهور ایالات متحده لیندون بی جانسون، رئیس RVN نگو دین دیم و فردریک نولتینگ در کاخ ریاست جمهوری ویتنام جنوبی در سال ۱۹۶۱

وقتی کرولاک صحبت فیلیپس را قطع کرد و اظهار داشت که مستشاران نظامی آمریکایی در زمین ارزیابی‌های افسر USOM را رد کرده‌اند، جلسه درگیر شد. فیلیپس اذعان داشت که اگرچه وضعیت کلی نظامی بهبود یافته‌است، اما در مناطق مهم دلتا چنین نیست. فیلیپس خاطرنشان کرد که مشاور نظامی استانی در استان لانگ آن در مجاورت سایگون، گزارش داده بود که ویت کنگ‌ها در هفته گذشته بر ۲۰۰ هملت استراتژیک تسخیر کرده‌اند و روستاییان را مجبور به برچیدن این شهرک کرده‌اند. مک نامارا در برابر گزارش‌های کاملاً متفاوت سرش را تکان داد. وقتی کرولاک فیلیپس را به سخره گرفت، دبلیو اورل هریمن دستیار وزیر امور خارجه دیگر نتوانست خود را مهار کند و ژنرال را «احمق لعنتی» خطاب کرد. فیلیپس از نظر دیپلماتیک هریمن را تصاحب کرد و ادعا کرد که این نبرد برای قلب‌ها و ذهن‌ها بود تا معیارهای نظامی خالص.
مکلین با حمایت از استفاده از نیروهای رزمی آمریکایی برای سرنگونی رژیم دیم و پیروزی در جنگ، نگرانی بیشتری ایجاد کرد. وی تأکید کرد که «زمان آن فرا رسیده‌است که ایالات متحده فشار مستقیم برای ایجاد یک تغییر حکومت، هرچند ناپسند، اعمال کند.» مکلین تأکید کرد که اگر کمک‌ها به سادگی قطع شود، واکنش‌های منفی به همراه خواهد داشت، بنابراین نیروهای آمریکایی باید مستقیماً مشکل را حل کنند. مکلین بعداً به ادوارد آر. مارو، رئیس USIS نوشت و تأکید کرد که سربازان ایالات متحده از جنگ در صورت تشدید تنش کمونیستی استقبال خواهند کرد. در سفر بازگشت به ایالات متحده، او تأکید کرده بود که استفاده از نیروهای رزمی آمریکایی باعث تشویق کودتا و افزایش روحیه علیه ویت کنگ می‌شود. او همچنین خواستار مهندسی یک کودتا شد. او خواستار این شد که ایالات متحده قصد بیشتری از خود نشان دهد.
بدبینی ابراز شده توسط فیلیپس و مکلین، نولتینگ را شگفت زده کرد که گفت که روایت فیلیپس "من را شگفت زده کرد. به گوش‌هایم باور نمی‌کردم.» نولتینگ اظهار داشت که مکلین از نظر روانی در معرض شستشوی مغزی است زیرا اخیراً از همسرش جدا شده‌است. در آن زمان مکلین با روزنامه نگاران دیوید هالبرستام و نیل شیهان به ترتیب از نیویورک تایمز و یونایتدپرس اینترنشنال زندگی می‌کرد. هالبرستام و شیهان هر دو برنده جایزه پولیتزر شدند و از منتقدان سرسخت دیم بودند.

## عواقب
یکی از راهبردهایی که در جلسات شورای امنیت ملی – و همچنین در سفارت ایالات متحده، سایگون و کنگره – مورد توجه قرار گرفت، تعلیق کمک‌های غیرنظامی به دیم بود. پس از پخش نادرست صدای آمریکا در ۲۶ اوت، که تعلیق کمک‌ها را اعلام کرد، در ۲۹ اوت به لاج این اختیار داده شد که در صورت تسهیل کودتا، کمک‌ها را متوقف کند. در این میان، سنای ایالات متحده شروع به فشار بر دولت برای اقدام علیه دیم کرد. هیلسمن توسط کمیته فرعی سنا در خاور دور لابی شد. سناتور فرانک چرچ به دولت اطلاع داد که قصد دارد قطعنامه‌ای ارائه کند که سرکوب ضد بودایی دیم را محکوم کند و خواستار پایان دادن به کمک‌ها شود مگر اینکه برابری مذهبی برقرار شود. این باعث شد که کلیسا موافقت کند که به‌طور موقت ارائه این لایحه را به تأخیر بیندازد تا از شرمساری دولت جلوگیری کند.
در حالی که هیئت در ویتنام بود، استراتژی استفاده از تعلیق کمک‌های انتخابی برای تحت فشار قرار دادن دیم برای پایان دادن به تبعیض مذهبی به‌طور فعال در وزارت امور خارجه مورد بحث قرار گرفت. در یک مصاحبه تلویزیونی در ۸ سپتامبر، مدیر نمایندگی ایالات متحده آمریکا برای انکشاف بین‌المللی، دیوید بل هشدار داد که اگر دیم سیاست‌های خود را تغییر ندهد، کنگره ممکن است کمک به ویتنام جنوبی را قطع کند. در ۹ سپتامبر، کندی از اظهارات بل عقب‌نشینی کرد و گفت: «فکر نمی‌کنم که [کاهش کمک به سایگون] در این زمان مفید باشد». در ۱۱ سپتامبر، یک روز پس از ارائه گزارش‌های کرولاک و مندنهال، لاج موضع خود را تغییر داد. او در نامه ای طولانی به واشینگتن، از بررسی استفاده از تعلیق کمک‌های غیرنظامی برای سرنگونی دیم حمایت کرد. لاج به این نتیجه رسید که ایالات متحده نمی‌تواند آنچه را که می‌خواهد از دیم به‌دست بیاورد و مجبور است حوادث را به نتیجه برساند. پس از جلسه دیگری در کاخ سفید در همان روز، سناتور چرچ مطلع شد که لایحه او قابل قبول است، بنابراین او این قانون را به سنا معرفی کرد.
شورای امنیت ملی در ۱۷ سپتامبر مجدداً تشکیل جلسه داد تا دو پیشنهاد هیلزمن برای برخورد با دیم را بررسی کند. طرح مورد علاقه هیلزمن و همکارانش در وزارت امور خارجه، «مسیر فشار و متقاعدسازی» بود. این شامل مجموعه‌ای از اقدامات فزاینده در سطح عمومی و خصوصی بود، از جمله تعلیق انتخابی کمک‌ها و تحت فشار قرار دادن دیم برای حذف نهو از قدرت. جایگزین «آشتی با یک مسیر GVN بازسازی‌شده» بود، که شامل نمایش عمومی رضایت از اقدامات اخیر دیم و تلاش برای نجات هرچه بیشتر از وضعیت بود. هر دو پیشنهاد فرض می‌کردند که کودتای ARVN در راه نیست. در گزارش بی‌نتیجه، مأموریت بعدی به ویتنام فرستاده شد، مأموریت مک نامارا-تیلور، به رهبری مک نامارا و رئیس ستاد مشترک، مکسول دی. تیلور.

## یادداشت
1. ↑  Jacobs, pp. 160–163.
2. ↑  Jacobs, pp. 142–143.
3. ↑  Jacobs, pp. 142–143.
4. ↑  Jacobs, pp. 142–143.
5. ↑  Jacobs, pp. 142–143.
6. ↑  Jacobs, pp. 144–145.
7. ↑  Jacobs, pp. 147–149.
8. ↑  Jacobs, pp. 152–154.
9. ↑  Jacobs, pp. 160–163.
10. ↑  «ویکی». The Overthrow of Ngo Dinh Diem, May–November, 1963. Pentagon Papers. Daniel Ellsberg. pp. 201–276. Retrieved 2008-05-21.
11. 1 2 3 4  Jones, pp. 356–357.
12. ↑  The Overthrow of Ngo Dinh Diem, May–November, 1963. Pentagon Papers. Daniel Ellsberg. pp. 201–276. Archived from the original on 24 April 2008. Retrieved 2008-05-21.
13. 1 2 3 4 5 6 7  Tucker, p. 263.
14. 1 2 3 4 5 6 7 8 9 10  Jones, p. 357.
15. ↑  The Overthrow of Ngo Dinh Diem, May–November, 1963. Pentagon Papers. Daniel Ellsberg. pp. 201–276. Archived from the original on 24 April 2008. Retrieved 2008-05-21.
16. ↑  The Overthrow of Ngo Dinh Diem, May–November, 1963. Pentagon Papers. Daniel Ellsberg. pp. 201–276. Archived from the original on 24 April 2008. Retrieved 2008-05-21.
17. ↑  The Overthrow of Ngo Dinh Diem, May–November, 1963. Pentagon Papers. Daniel Ellsberg. pp. 201–276. Archived from the original on 24 April 2008. Retrieved 2008-05-21.
18. ↑  Jacobs, pp. 86–87.
19. ↑  Jacobs, pp. 111–112.
20. ↑  Tucker, p. 290.
21. ↑  Karnow, pp. 246, 250.
22. 1 2 3 4  Hammer, p. 208.
23. 1 2 3 4  Jones, p. 358.
24. ↑  The Overthrow of Ngo Dinh Diem, May–November, 1963. Pentagon Papers. Daniel Ellsberg. pp. 201–276. Archived from the original on 24 April 2008. Retrieved 2008-05-21.
25. ↑  The Overthrow of Ngo Dinh Diem, May–November, 1963. Pentagon Papers. Daniel Ellsberg. pp. 201–276. Archived from the original on 24 April 2008. Retrieved 2008-05-21.
26. 1 2  Karnow, pp. 252–253.
27. ↑  The Overthrow of Ngo Dinh Diem, May–November, 1963. Pentagon Papers. Daniel Ellsberg. pp. 201–276. Archived from the original on 24 April 2008. Retrieved 2008-05-21.
28. ↑  Tucker, p. 308.
29. 1 2 3 4 5 6 7  Jones, pp. 358–359.
30. ↑  Tucker, p. 220.
31. ↑  Hammer, p. 130.
32. ↑  Jones, pp. 297–298.
33. ↑  Tucker, p. 227.
34. ↑  Tucker, p. 404.
35. ↑  Jacobs, p. 169.
36. 1 2 3 4  Jones, p. 359.
37. 1 2 3 4  Jones, p, 360.
38. ↑  Jacobs, p. 130.
39. ↑  Karnow, p. 312.
40. 1 2 3  Hammer, pp. 213–214.
41. ↑  The Overthrow of Ngo Dinh Diem, May–November, 1963. Pentagon Papers. Daniel Ellsberg. pp. 201–276. Archived from the original on 24 April 2008. Retrieved 2008-05-21.